# ويسلي هارمز
ويسلي هارمز (بالهولندية: Wesley Harms)‏ هو لاعب دارت هولندي، ولد في 11 يونيو 1984 في ألكمار في هولندا.

## وصلات خارجية
- ويسلي هارمز على موقع DartsDatabase.co.uk (الإنجليزية)